# Teistisk evolution
Teistisk evolution och evolutionär kreationism är tänkesätt som hävdar, att liberala tolkningar av klassiska religiösa läror om Gud är förenliga med den moderna vetenskapliga förståelsen om biologisk evolution.
Uppfattningen innebär att Gud existerar, att Gud är skaparen som har stiftat naturlagarna, och därigenom har skapat det materiella universum och indirekt det biologiska livets uppkomst och dess utveckling. Teistisk evolution är en form av kreationism som förenar tron på en skapande gud med bevisen för biologisk evolution. Livets biologiska utveckling är enligt detta synsätt en konsekvens av en naturprocess, och naturlagarna och evolutionen är Guds metod för skapelse. 
Teistisk evolution följer den vetenskapligt accepterade tidsskalan för universums, jordens och livets skapelse. Dess anhängare kan ses som en av de grupper som förnekar att det måste föreligga en konflikt (konflikttesen) mellan religion och vetenskap. Till skillnad från den vanliga naturvetenskapliga synen så har evolutionen enligt detta synsätt dock ett mål, nämligen att intelligent liv som liknar Gud skulle utvecklas och Gud uppnå sina syften. Vissa förespråkare för teistisk evolution menar att Gud fortfarande har kontroll över processen och är ansvarig för resultatet, och kan göra ingrepp i utvecklingen som bryter mot naturlagarna. Vissa menar dessutom att evolutionen är otillräcklig som förklaring av människans särställning bland djuren, och att Gud har lagt ned en själ eller ande i människan, inklusive en evig natur (dualistisk människosyn). Men många teistiska evolutionister tänker att människans själ (självmedvetande, samvete, gudsmedvetande, med mera) är emergenta fenomen som uppkom naturligt, när livet nådde en viss komplexitetsnivå.           
Teistisk evolution är inte en teori i vetenskapligt avseende, utan ett filosofiskt perspektiv på hur evolutionsvetenskapen relaterar till religiös tro och uttolkning. Anhängare av teistisk evolution kan ses som en av de grupper som förkastar konflikttesen gällande relationen mellan vetenskap och religion – det vill säga de anser att religiösa läror om skapelsen och vetenskapliga teorier om evolution inte är sinsemellan motstridiga. När man talar om tidiga anhängare till synsättet, beskrivs de ibland som "kristna darwinister".. 